# Пагенштехер, Генрих Александр
Генрих Александр Пагенштехер (нем. Heinrich Alexander Pagenstecher; 18 марта 1825, Эльберфельд — 4 января 1889, Гамбург) — немецкий медик и зоолог. Член Леопольдины с 1876 года.

## Биография
Генрих Александр - сын врача и политики Генриха Карла Александра Пагенштехера. Изучал медицину в Гёттингене, Гейдельберге и Берлине; впервые практиковал в Оберзальцбрунне и Бармене. В 1856 году обосновался в Гейдельберге в качестве акушера, но вскоре посвятил себя зоологии. В 1863 году стал экстраординарным, в 1865 году ординарным профессором в Гейдельбергском университете и директором местного зоологического музея. В 1870 году принимал участие в войне с Францией в качестве врача. В 1878 году сложил с себя профессуру, а в 1882 году стал директором естественно-исторического музея в Гамбурге. Работал главным образом над клещами и паразитическими червями. Главный труд — Allgemeine Zoologie (Б., 1875—81).